# 天主教帕維亞教區
天主教帕維亞教區（拉丁語：Dioecesis Papiensis），是義大利一個天主教教區。屬米蘭總教區。
教區包括帕維亞省的東北部。2004年有教友158,711人，佔總人口98.2%。有九十九個堂區、司鐸157名。現任教區主教為若望·鳩迪奇。

## 歷史
關於當地教會最早的記載是一部關於都爾的聖瑪爾定的傳記，當中記載他在童年時期曾在教堂中避難，時間在325至330年間。從中可推斷在米蘭敕令到第一次尼西亞公會議之間當地就有基督教社群。
教區第一位有文獻記載的主教參加了381年在阿奎萊亞舉行的主教會議，但傳統上第一位主教被認為是在4世紀上半葉任職的聖西羅。451年時，教區在阿奎萊亞宗主教區管轄下。6世紀時主教獲得佩帶披帶的權利。
作為信奉亞流派的倫巴第王國的首都，教區曾同時出現了亞流派和正統派的主教，直到661年亞流派的聖統被終止、其主教歸皈大公教會為止。679年教區主教參加米蘭教省的會議，說明教區改屬米蘭的管轄。8世紀初開始改為由聖座直轄。
1743年2月15日教區主教獲得阿馬西亞總主教的頭銜。1803年6月1日再次被劃歸米蘭管轄。